# Chantiers Aéro-Maritimes de la Seine

Das Luftfahrtunternehmen Chantiers Aéro-Maritimes de la Seine, das meistens unter der Bezeichnung CAMS bekannt wurde, war ein französischer Flugboothersteller mit Sitz in Saint-Ouen.

## Geschichte
Die Geschichte der CAMS begann bereits im Jahre 1916 als Lawrence Santoni der offizielle Importeur des italienischen Flugbootherstellers Società Idrovolanti Alta Italia (SIAI) wurde.  Die SIAI wurde bereits 1915 von Luigi Capè und Raffaele Conflenti in Italien gegründet. Anfang 1920 vereinbarte Santoni mit den Besitzern der SIAI eine Vereinbarung über eine Produktionsstätte in Frankreich. Die Società Idrovolanti Alta Italia ging später in die SIAI-Marchetti über.
Lawrence Santoni gründete im November 1920 die CAMS in Saint-Ouen. 1921 wurde der italienische Flugzeugkonstrukteur Raffaele Conflenti technischer Direktor des neuen französischen Unternehmens Chantiers Aéro-Maritimes de la Seine, das zuerst die SIAI-Modelle S. 9, S. 13 und S. 16 in Lizenz produzierte. Ab 1922 entwickelte Raffaele Conflenti eigene Flugboote und die Lizenzfertigung wurde aufgegeben. Unter seiner Federführung entstanden zahlreichen neue Flugboottypen. 
Das erste Modell der französischen Firma war die CAMS 30E. Es war ein Wasserflugzeug, das die französische Regierung bei CAMS für die Militärfliegerschule erwarb. 
Von 1926 an wurde das Unternehmen von dem Luftfahrtingenieur Maurice Hurel geführt. Die wesentliche Produkte die zu dem positiven Ergebnis des Unternehmens führten waren vor allem das militärische Wasserflugzeug CAMS 37 alleine von diesem Modell wurden rund 300 Exemplare hergestellt und von der CAMS 55 wurden 115 Einheiten verkauft.
In finanzielle Schwierigkeiten kam CAMS ab 1930. Bedingt durch mehrere neue Entwicklungsprojekte, darunter auch ein Wasserflugzeug-Träger für den Nordatlantik. 1932 wurde CAMS Zahlungsunfähig und wurde 1933 von Henry Potez, der bereits als französischer Flugzeughersteller Potez tätig war, übernommen. Im Werk in Saint-Ouen wurden danach Flugzeuge für Potez produziert die auf dem Markt als POTEZ-CAMS bekannt wurden. 1936 trat CAMS der Vereinigung Société Nationale de Constructions Aéronautiques du Sud-Est bei.
Potez kam Mitte der 1960er Jahre selbst in Schwierigkeiten. Nachdem das Turbopropflugzeug Potez 840 sich in diesem Marktsegment nicht durchsetzen konnte, musste Potez die Produktion einstellen. 1967 wurden die gesamten Werksanlagen von der Sud Aviation übernommen.

## Typenübersicht (Auszug)
Bekannte Flugzeuge die CAMS entwickelte und herstellte
- CAMS 30 (1922)
- CAMS 31 (1922)
- CAMS 33,C (1923)
- CAMS 33T
- CAMS 30T  (1924)
- CAMS 36
- CAMS 37 (1926)
- CAMS 38
- CAMS 46E (1926)
- CAMS 46ET (1926)
- CAMS 50
- CAMS 51 (1926)
- CAMS 52
- CAMS 53 (1928)
- CAMS 54
- CAMS 55 (1928)
- CAMS 58
- CAMS 80
- CAMS 90
- Potez-CAMS 110 (1934)
- Potez-CAMS 120
- Potez-CAMS 141
- Potez-CAMS 160
- Potez-CAMS 161 (1938)